# Джерело «Віра»
Джерело «Віра» — колишня гідрологічна пам'ятка природи на лівому схилі каньйону над р. Збруч між смт. Сатанів і с. Сатанівка в Хмельницькій області. Була оголошена рішенням Хмельницького Облвиконкому № 278 від 04.09.1982 року.
Площа — 0,5 га.

## Опис
Джерело води ізетомічного-гідрокарбонато-кальцієво-магнієвої води. Досліджене Одеським інститутом курортології 1961.

## Скасування
Рішенням Хмельницького Облвиконкому № 25 від 15.10.1986 року пам'ятка була скасована.
Скасування статусу відбулось по причині включення об'єкту до новоствореного парку-пам'ятки садово-паркового мистецтва загальнодержавного значення «Сатанівська перлина».